# 오키쓰정 (시즈오카현)
오키쓰정(興津町)은 시즈오카현 이하라군에 있던 정이다. 현재의 시즈오카시 시미즈구에 해당한다.

## 역사
- 1889년 4월 1일 - 정촌제 시행에 수반해 이하라군 오키쓰정이 성립하였다.
- 1961년 6월 29일 - 시즈오카시에 편입해, 소멸하였다.

## 교통

### 철도
- 일본국유철도
  - 도카이도본선

## 참고문헌
- 『市町村名変遷辞典』東京堂出版、1990年。